# Битва при Вімейру (1808)
Би́тва при Віме́йру (англ. Battle of Vimeiro, порт. Batalha do Vimeiro, фр. Bataille de Vimeiro) — битва, що відбулася 21 серпня 1808 року біля Вімейру, Португалія, між англійсько-португальськими та французькими військами. Першими командував Артур Веллслі Веллінгтон, другими — Жан-Андош Жюно. Завершилася поразкою французів.